# 도리카이 요시키
도리카이 요시키(일본어: 鳥海 芳樹, 1998년 8월 1일~)는 일본의 축구 선수이다.

## 구단 경력
그는 2021년 J2리그의 방포레 고후에 입단했다. 2022년에 천황배 우승을 차지했다.